# 大蔵麻呂
大蔵 麻呂（おおくら の まろ、生没年不詳）は、奈良時代の貴族。姓は忌寸。大和少掾・大蔵泉の子。官位は正五位下・玄蕃頭。

## 経歴
聖武朝の天平8年（736年）遣新羅少判官に任ぜられて、大使・阿倍継麻呂に従って新羅に渡る。しかし、大使の阿倍継麻呂は対馬で病死、副使の大伴三中は疫病に感染して入京できなかったため、大判官・壬生宇太麻呂とともに麻呂が入京し、帰朝報告を行う。ここで、新羅がこれまでの礼儀を無視し、使節の使命を受け入れなかったことを奏上した。これに基づいて官人45名が内裏に召集され、対策のための意見の陳述が行われた。
孝謙朝の天平勝宝6年（754年）外従五位下に、淳仁朝の天平宝字2年（758年）には大嘗祭の悠紀の国司を務めたということで、内位の従五位下に叙せられる（この時の主基の国司の担当者は上毛野広浜）。この間の天平勝宝8歳（756年）聖武上皇崩御に際しては造方相司を、天平宝字4年（760年）光明皇后崩御に際しては養民司を務めた。また、淳仁朝では丹波守・玄蕃頭を務めている。
天平神護元年（765年）称徳天皇の紀伊国行幸に騎兵副将軍として随行し、帰還後に従五位上に叙せられている。光仁朝の宝亀3年（772年）正五位下に至る。

## 官歴
『続日本紀』による。
- 時期不詳：正七位上
- 天平9年（737年） 正月27日：見遣新羅使少判官
- 時期不詳：正六位上
- 天平勝宝6年（754年） 正月16日：外従五位下
- 天平勝宝8歳（756年） 5月3日：造方相司（聖武上皇崩御）
- 天平宝字2年（758年）8月4日：丹波守[3] 11月27日：従五位下（内位）
- 天平宝字4年（760年） 6月7日：養民司（光明皇后崩御）
- 天平宝字5年（761年）頃：見丹波守[4]
- 天平宝字7年（763年） 正月9日：玄蕃頭
- 天平神護元年（765年） 10月13日：騎兵副将軍（称徳天皇紀伊国行幸）。閏10月15日：従五位上
- 宝亀3年（772年） 正月3日：正五位下

## 系譜
- 父：大蔵泉[5]
- 母：不詳
- 生母不詳の子女
  - 男子：大蔵子足[5]